# ʿAlī al-Qūschdschī

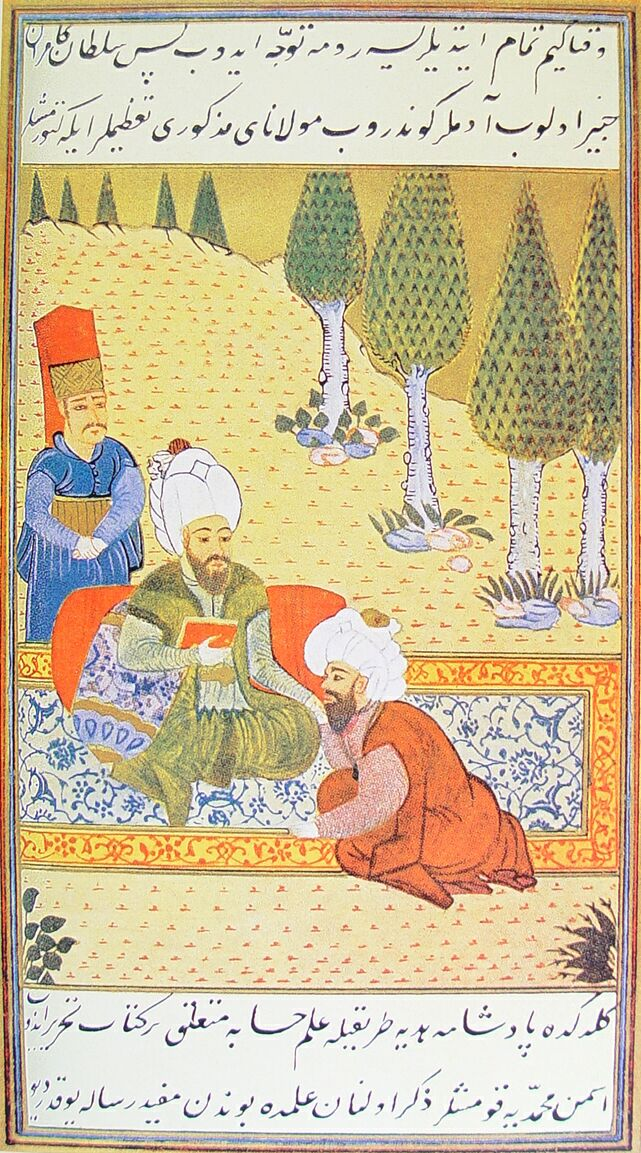
Ali al-Quschdschī, rechts vor Sultan Mehmed II.

ʿAlā' ad-Dīn ʿAlī ibn Muhammad al-Qūschdschī (arabisch علاء الدين علي بن محمد القوشجي, DMG ʿAlāʾ ad-Dīn ʿAlī b. Muḥammad al-Qūšǧī, auch al-Qauschadschī vokalisiert, türkisch Ali Kuşçu; * 1403 in Samarkand; † 16. Dezember 1474 in Istanbul) war ein Astronom, Mathematiker und Theologe im 15. Jahrhundert, der zuerst in Samarkand am Hofe der Timuriden, dann in Istanbul am Hofe der Osmanen arbeitete. Nach unterschiedlichen biographischen Quellen soll er türkischer oder persischer Abstammung gewesen sein.

## Leben
Sein Vater war Falkner des Timuridenfürsten Schah-Ruch (daher der Name „Qūschtschī“ / „Qūščī“, allgemeintürkisch für „Falkner“). Al-Quschdschī war Schüler und Mitarbeiter von dessen Sohn Ulugh Beg in Samarkand und forschte und lehrte an dessen Medrese und Observatorium. Nach dem Tod Qadi Zadas 1436 leitete er das Observatorium und führte die Beobachtungen weiter, welche Aufnahme in die Sterntafeln Zīdsch-e dschadīd-e sulṭānī fanden. Nach Ulugh Begs Ermordung 1449 wurde das Observatorium zerstört. Al-Quschdschī konnte nach Tabris entkommen. Ihm gelang es, eine Kopie der Sterntafeln Zīdsch-e sulṭānī, die die Arbeiten der Astronomen um Ulugh Beg zusammenfassten, zu retten.

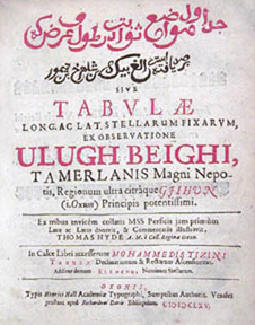
Sterntafeln Zīdsch-e Sultānī

Uzun Hasan, der Herrscher der turkmenischen Konföderation der Weißen Hammel in Tabris, sandte ihn als Botschafter zum osmanischen Sultan Mehmed II. nach Istanbul.
Später lehrte er an der Medrese an der Hagia Sofia.
Zu seinen astronomischen Arbeiten zählte eine Reform des Ptolemäischen Modells der Bewegung des Planeten Merkur. Seine Hypothese der Rotation der Erde steht in der Tradition der islamischen Astronomie seit der Schule von Maragha um Nasir Ad-din at-Tusi. Sie stützten sich auf die Beobachtung von Kometen. Nicolaus Copernicus kannte diese Hypothesen.
Wie der U.S. amerikanische Physiker, Historiker und Autor John Freely (1926–2017) in seinem Buch "Copernicus, the Man and His Universe" (2014) beschreibt, dürfte das Wissen Ali al-Quschdschi (auch Ali Qushji) über den in Italien wirkenden griechischen Gelehrten (und späteren Kardinal) Basilius Bessarion (1403–1472), der früher auch in Konstantinopel lehrte, in das Werk "Epitoma in almagestum Ptolomaei" des an der Universität Wien lehrenden Astronomen Georg von Peuerbach (1423–1461) gelangt sein. Die "Epitoma" las in seiner Studienzeit auch Kopernikus, denn mindestens zwei der darin dargelegten Lehrsätze flossen in die Formulierung seiner Planetentheorie ein. Hierzu schreibt John Freely in seinem Buch (S. 77, deutsche Fassung) "In dem Fall stünden Bessarion und Peuerbach (Regiomontanus) in einer langen Reihe von Naturgelehrten, die von Aristarch von Samos über die arabischen und lateinischen Gelehrten des Mittelalters und der frühen Neuzeit bis zu Kopernikus reicht."
Antikes Wissen, übersetzt und weiter angereichert von arabischen Gelehrten fand so seinen Weg zurück ins wieder erwachende Europa, am Beginn der italienischen Renaissance und der Begründung der ersten europäischen Universitäten.
Die Sternentafeln wurden zwar erst 1665 in England gedruckt, doch gab es schon um 1500 in Venedig eine Übersetzung ins Hebräische.

## Werke
- Kommentar zu al-Tusis Tadschrid-al-iʿtiqād (Abstrakt der Theologie)

### Astronomie
- Şerh-i Zîc-i Uluğ Bey
- Risâle fî Halli Eşkâli Mu‘addili’l-Kamer li'l-Mesîr (Fâide fî Eşkâli ‘Utârid)
- Risâle fî Asli'l-Hâric Yumkin fî's-Sufliyyeyn
- Şerh ‘ale't-Tuhfeti'ş-Şâhiyye fî'l-Hey'e
- Risulah dar 'ilm al-Hay'a (Abhandlung der Astronomie); Kommentar zu at-Tusis Al-Tadhkirah fi'ilm al-hay'ah
- el-Fethiyye fî ‘İlmi'l-Hey'e
- Risâle fî Halli Eşkâli'l-Kamer

### Mathematik
- Risâletu'l-Muhammediyye fî'l-Hisâb
- Risulah dar 'ilm al-Hisab (Abhandlung der Arithmetik)

### Islamische Rechtswissenschaft
- Eş-Şerhu'l-Cedîd ale't-Tecrîd
- Hâşiye ale't-Telvîh
- Unkud-üz-Zevahir fi Nazm-ül-Cevahir

### Mechanik
- Tezkire fî Âlâti'r-Ruhâniyye

### Linguistik
- Şerhu'r-Risâleti'l-Vadiyye
- El-İfsâh
- El-Unkûdu'z-Zevâhir fî Nazmi'l-Cevâhir
- Şerhu'ş-Şâfiye
- Risâle fî Beyâni Vadi'l-Mufredât
- Fâ'ide li-Tahkîki Lâmi't-Ta'rîf
- Risâle mâ Ene Kultu
- Risâle fî'l-Hamd
- Risâle fî İlmi'l-Me'ânî
- Risâle fî Bahsi'l-Mufred
- Risâle fî'l-Fenni's-Sânî min İlmihal-Beyân
- Tefsîru'l-Bakara ve Âli İmrân
- Risâle fî'l-İstişâre
- Mahbub-ül-Hamail fi keşif-il-mesail
- Tecrid-ül-Kelam